# Edgar Wallace

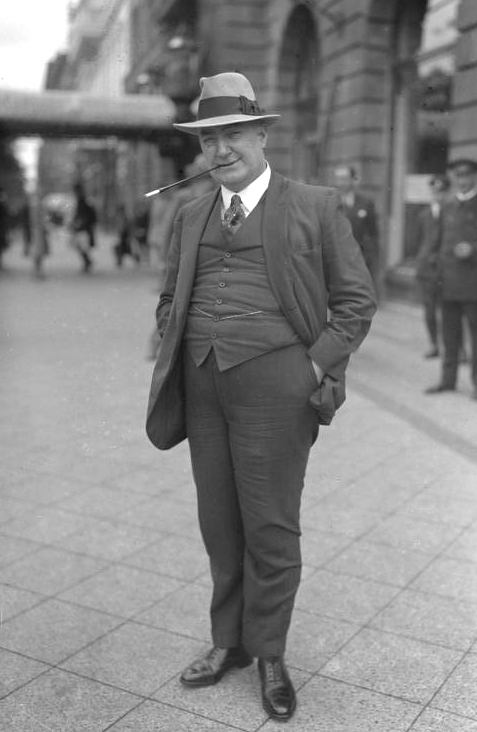
Edgar Wallace (1928)

Richard Horatio Edgar Wallace [ˈwɒlɪs] (* 1. April 1875 in Greenwich bei London; † 10. Februar 1932 in Hollywood, Kalifornien) war ein englischer Schriftsteller, Journalist, Dramatiker, Drehbuchautor und Filmregisseur. Er gehört zu den erfolgreichsten englischsprachigen Kriminalschriftstellern und gilt als Erfinder des modernen Thrillers, als dessen Hauptvertreter er Anfang des 20. Jahrhunderts galt. Sein Werk umfasste insgesamt 175 Bücher, 15 Theaterstücke und zahlreiche Artikel und Rezensionsskizzen, die teilweise sehr rasch hintereinander veröffentlicht wurden. Bis kurz vor seinem Tod arbeitete er an dem Drehbuch zu dem Hollywood-Film King Kong und die weiße Frau.

## Leben und Werk

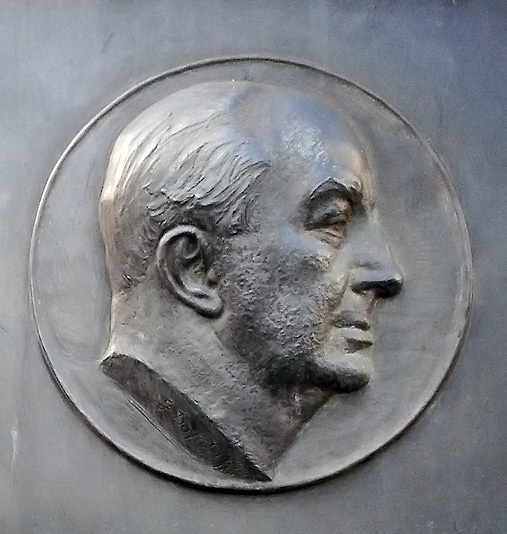
Edgar-Wallace-Gedenktafel in der Fleet Street in London

### Familie und Jugend
Edgar Wallace wurde 1875 unter dem Namen Richard Horatio Edgar als nichtehelicher Sohn und nach deren Tochter Josephine (Joey) als zweites Kind der Schauspielerin Mary Jane „Polly“ Richards, geborene Blair, geboren. Sein Vater war der Komödiant Richard Horatio Marriott Edgar, der Sohn der zur damaligen Zeit überregional bekannten Schauspielerin Alice Marriott und damit der Arbeitgeberin von Polly Richards. Edgar Wallace entstammte einer kurzen Affäre zwischen Polly Richards und Richard Marriott, obwohl dieser bereits mit der Schauspielerkollegin Jenny Taylor verlobt war und heiraten wollte. Polly Richards verschwieg sowohl dem Vater wie auch dessen Mutter die Schwangerschaft und brachte ihren Sohn mit Hilfe einer Hebamme in Greenwich, Ashburnham Grove 7 zur Welt. Amtlich wurde das Kind zur Taufe als Sohn von „Walter Wallace“ registriert, der wahrscheinlich nicht existierte.
Unmittelbar nach seiner Geburt wurde das Kind auf Vermittlung der Hebamme vom Londoner Fischträger George Freeman und dessen Frau gegen Bezahlung zur Betreuung aufgenommen und bekam den Namen Richard Horatio Edgar Freeman, abgekürzt zu Dick Freeman. Er wuchs gemeinsam mit den bereits zehn eigenen Kindern der Familie Freeman am Norway Court auf. 1878 wurde er von den Freemans adoptiert, nachdem seine Mutter die Zahlungen für ihn aus finanziellen Gründen hatte einstellen müssen. Er verbrachte seine Kindheit in den armen Verhältnissen der kinderreichen Fischträgerfamilie und ging zur St. Peters Infant School in der Thames Street und wechselte nach einem Umzug der Familie nach Camberwell auf die Reddin’s Road School. Obwohl sein Adoptivvater versuchte, ihm eine gute Schulausbildung zu geben, schwänzte er die Schule regelmäßig, um am Ludgate Circus Zeitungen zu verkaufen und eigenes Geld zu verdienen. Dieses setzte er vor allem für seine Freizeitgestaltung ein und laut der Autorin und Biografin Margaret Lane war er bereits als Kind vom Theater fasziniert, und ging, sooft er konnte, in Vorstellungen. Zur gleichen Zeit machte er seine ersten Erfahrungen mit der Kleinkriminalität Londons und schloss sich einer Jungenbande an, mit der er kleinere Diebstähle beging. Er brach die Schule im Alter von zwölf Jahren ab und nahm danach verschiedene Jobs an – als Druckergehilfe, als Botenjunge und Zeitungsjunge, in einem Schuhgeschäft, in einer Tuchfabrik, auf einem Schleppnetzfischerboot in Grimsby, als Milchkutscher, Straßenbauer und Bauarbeiter. Mit seinem Freund Willie Ramsey, der ebenfalls als Botenjunge arbeitete, wurde er für die Temperanzbewegung aktiv und trat der Christ Church Bermondsey Temperence Society bei. Zudem war er regelmäßig bei der St. Johns Ambulance Brigade, bei der er die Grundlagen der medizinischen Versorgung lernte, die ihm später in der Armee hilfreich wurden.
1894 schrieb er sich als 18-Jähriger zur Armee ein und nahm den Namen Edgar Wallace an; angelehnt an den Schriftsteller Lew Wallace, der 1880 Ben Hur veröffentlicht hatte. 1896 wurde er im Queen’s Own Royal West Kent Regiment in Südafrika stationiert. Dort ließ er sich zuerst zum Royal Army Medical Corps und später zum Pressecorps versetzen und wurde Kriegsberichterstatter im Zweiten Burenkrieg.

### Tätigkeit als Journalist in Kapstadt und London
Die schriftstellerische Laufbahn von Edgar Wallace begann während seiner Dienstzeit bei der Armee in Südafrika. Zu Beginn dieser schrieb er ein Lied und schickte es dem Londoner Komödianten Arthur Roberts, der es in London aufführte. Während der Zeit im Royal West Kent Regiment besserte er sein Gehalt auf, indem er kurze Texte zu lokalen Ereignissen und Personen für die Presse in Kapstadt schrieb. Zudem schrieb er Gedichte, die vor allem durch die Arbeiten von Rudyard Kipling beeinflusst waren, den er 1898 in Kapstadt traf. Im gleichen Jahr veröffentlichte er ein Sammelwerk seiner Balladen unter dem Titel The Mission that Failed!.
1899 kaufte er sich aus dem Armeedienst frei und arbeitete weiterhin für kurze Zeit bei der Nachrichtenagentur Reuters. Ab 1900 wechselte er als Kriegsberichterstatter zur Daily Mail und schrieb auch für andere Zeitungen. Nachdem Wallace durch geschickte Umgehung der Militärzensur den Friedensvertrag über die Daily Mail 24 Stunden vor dem offiziellen Veröffentlichungstermin publiziert hatte, wurde ihm durch Lord Kitchener die Erlaubnis zur Kriegsberichterstattung in Südafrika entzogen. 1902 wurde er der erste Schreiber der Rand Daily Mail.
Bereits 1901 und noch in Kapstadt heiratete Wallace Ivy Maude Caldecott (1879–1926), die Tochter des methodistischen Missionars William Shaw Caldecott. Nach der Geburt der ersten Tochter Eleanor Claire Hellier am 23. Mai 1902 und ihrem Tod am 17. März 1903 durch eine Hirnhautentzündung sowie aufgrund von Schwierigkeiten mit Wallace’ Vorgesetzten kehrte das Paar 1903 hoch verschuldet nach London zurück. Nach seiner Rückkehr nach London arbeitete er als Journalist und Sonderberichterstatter. Am 28. April 1904 wurde der gemeinsame Sohn Bryan Edgar geboren und am 1. September 1908 folgte die Tochter Patricia Marion Caldecott; der zweite Sohn Michael Blair wurde am 29. September 1916 geboren. Die Ehe mit Ivy wurde 1919 geschieden und am 17. Mai 1921 heiratete Wallace seine Sekretärin Ethel Violet King (1896–1933), Tochter des Bankiers Friedrich König. Am 30. Mai 1923 wurde deren gemeinsame Tochter Penelope geboren, die ebenfalls Schriftstellerin wurde.

### Erste Erfolge als Romanautor

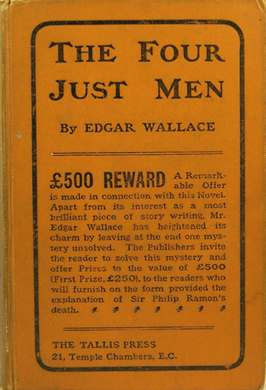
The Four Just Men, Erstausgabe im Eigenverlag Tallis Press, 1905

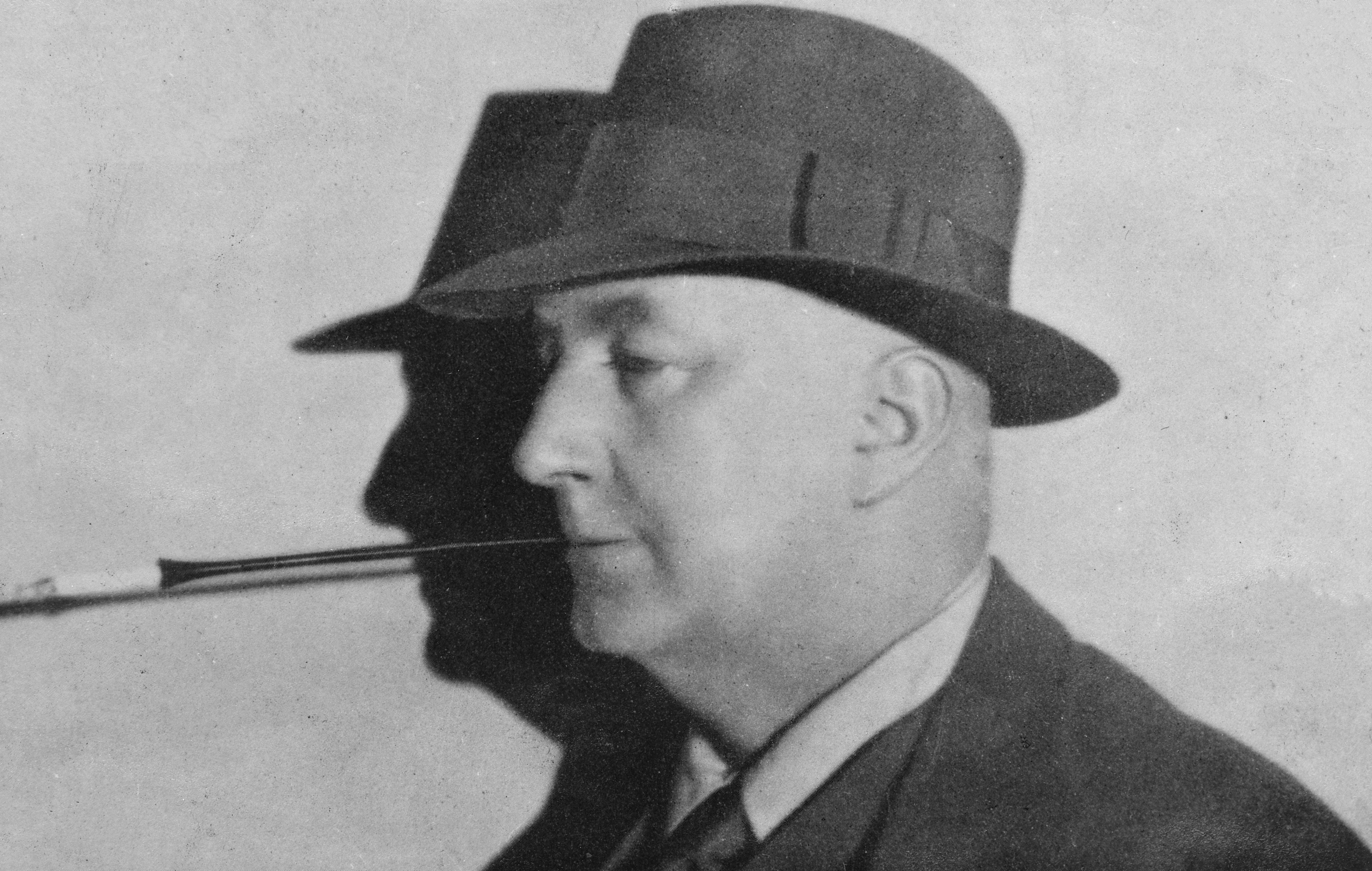
Edgar Wallace, um 1900

Nach seiner Rückkehr nach London erschien 1905 sein erster Kriminalroman Die vier Gerechten (englischer Originaltitel: The Four Just Men) im Eigenverlag, da er keinen Verleger finden konnte. Der Roman wurde ein Erfolg, allerdings für Wallace auch ein finanzielles Desaster. Er hatte für das Erraten der Mordmethode an einem der Opfer im Buch Preise von 500 Pfund versprochen (für damalige Zeiten eine sehr hohe Summe).
Nur dem Eingreifen von Alfred Harmsworth von der Daily Mail, der verhindern wollte, dass seine Zeitung aufgrund dieser Aktion in die Diskussion gezogen und Schaden nehmen könnte, war es zu verdanken, dass Wallace diese Pleite überstand. Das Verhältnis von Harmsworth zu Wallace verschlechterte sich, nachdem die Daily Mail aufgrund einiger Schludrigkeiten in einem von Wallace’ Texten angegangen worden war. Nach einem weiteren Fall dieser Art im Jahr 1907 wurde ihm bei der Zeitung gekündigt, ohne eine Chance zur Anstellung bei einer anderen Zeitung in London zu haben.
Da Wallace eine Familie zu ernähren hatte und dem Bankrott nahe war, schrieb er weitere Romane, um sein Leben zu finanzieren. Es dauerte allerdings bis 1909, bis er einen erfolgreichen und populären Stil entwickelte und seine Werke verkaufen konnte. Dabei verarbeitete er Erlebnisse, die er als Reporter in Südafrika und vor allem in der belgischen Kolonie Kongo gemacht hatte, in einer Serie von Afrika-Romanen und Kurzgeschichten. Der erste Roman dieser 11-teiligen Serie, Sanders of the River von 1911, wurde ein Bestseller. Der Erfolg half ihm zugleich, seine Reputation als Journalist wieder zu erlangen, und er schrieb als Kommentator für Pferderennen und andere Ereignisse für die Week-End und die Evening News. Er übernahm Anteile an der Renn-Beilage der Week-End und brachte mit Bibury’s und R. E. Walton’s Weekly zwei eigene Rennsport-Blätter heraus. Um die Arbeit zu bewältigen, gründete er ein Schreibbüro und stellte Personal ein, darunter auch seine spätere zweite Frau, Ethel Violet King.

### Der „King of Thrillers“
1921 ließ sich Edgar Wallace von dem Literaturagenten Alexander Strahan Watt von der Agentur A.P. Watt & Son Ltd. vertreten und lernte über diesen den Verleger Ernest Hodder-Williams kennen. Er unterschrieb einen Vertrag bei dessen Verlagshaus Hodder and Stoughton und ließ in Folge alle neuen Romane von diesem verlegen. Wallace wurde zum „King of Thrillers“ aufgebaut und mit dem Slogan „It is impossible not to be thrilled by Edgar Wallace“ („Es ist unmöglich, nicht von Edgar Wallace gefesselt zu sein“) vermarktet. Edgar Wallace konnte auf diese Weise erstmals große Auflagen seiner Bücher verkaufen und hatte große Erfolge. Zugleich war seine Produktion an neuen Romanen ergiebig. Er arbeitete häufig an mehreren Geschichten gleichzeitig und schaffte es teilweise, einen Roman in drei Tagen zu schreiben. Im Jahr 1928 wurde geschätzt, dass eines von vier in England gedruckten und verkauften Büchern (ausgenommen die Bibel) von Edgar Wallace geschrieben wurde.
Durch seine Phantasie revolutionierte Wallace den modernen Thriller, indem er den erzählenden und sensationsheischenden Stil der Daily Mail auf seine Werke anwandte und weiterentwickelte. Die Romane waren spannend und in ihnen konnte alles passieren, von der Liebesgeschichte einer mittellosen Verkäuferin, die sich als Millionärstochter entpuppt, bis zur geheimen Übernahme des ganzen Landes durch die Gehilfen eines verrückten und zugleich genialen Anführers. Seine Bücher beinhalteten Elemente der Komödie und des Science-Fiction-Romans, des Liebesromans und der Kriegsgeschichte. Es begann eine Phase, in der seine Romane, wie The Crimson Circle (1922) und The Green Archer (1923), zu Zehn- und Hunderttausenden verkauft wurden. Einer von Wallace berühmtesten Krimis wurde Der Hexer (englischer Originaltitel: The Gaunt Stranger), der als Theaterstück unter dem Namen The Ringer am 1. Mai 1926 mit dem britischen Schauspieler Gerald du Maurier uraufgeführt wurde und ein großer Erfolg war. In Deutschland fand die Erstaufführung 1927 am Deutschen Theater in Berlin unter der Regie von Max Reinhardt statt. Manchmal wurden zwei oder drei Theaterstücke von Wallace in London gleichzeitig aufgeführt.
Über die folgenden sechs Jahre wurden 17 weitere seiner Romane zu Bühnenstücken umgearbeitet und einige Romane wurden verfilmt. 1927 wurde er zum Vorstand der neu gegründeten British Lion Film Corporation eingeladen. Für die erste Verfilmung seines Romans The Squeaker (dt. Der Zinker, 1930) schrieb er das Drehbuch und führte selbst Regie. Des Weiteren verfasste er Kurzgeschichten, Essays, Gedichte und Theaterstücke sowie eine 10-bändige Sachbuchreihe zum Ersten Weltkrieg.
Während dieser Zeit pflegte Edgar Wallace einen exzessiven Lebensstil. Er war Besitzer einer eigenen Box beim Ascot-Pferderennen und unterhielt einen eigenen Rennpferde-Stall, zudem war er Besitzer eines auffälligen gelben Rolls-Royce und verlor viel Geld bei Glücksspielen und Pferderennen. Seine Romane sah er hauptsächlich als Geldquelle an, und er litt unter dem Erfolgsdruck. Er wurde adipös und erkrankte an Diabetes, den er nicht behandeln ließ. 1923 wurde er in den Vorstand des Londoner Presseclubs berufen, und 1928 richtete er eine Stiftung zur Unterstützung von verarmten Journalisten ein. Er trat 1931 bei den Parlamentswahlen für die Liberal Party in Blackpool an und verlor die Wahl mit großem Abstand zum Gewinner.

### Tod und Nachruhm
1932 nahm Wallace einen Job als Drehbuchautor bei den RKO Studios in Hollywood an und siedelte in die Vereinigten Staaten über. Dort starb er am 10. Februar 1932 im Alter von 56 Jahren an den Folgen einer Lungenentzündung in Beverly Hills bei der Arbeit an dem Drehbuch für den später mit Fay Wray in der weiblichen Hauptrolle gedrehten Filmklassiker King Kong und die weiße Frau. Sein Leichnam wurde nach England überführt. Bei der Ankunft im Hafen von Southampton wurden die Flaggen auf halbmast gesetzt und in der Londoner Fleet Street die Glocken geläutet. Er wurde auf dem Fern Lane Churchyard in Little Marlow nahe seinem Heimatort Bourne End, Buckinghamshire, beigesetzt, einem Dorf etwa 50 km westlich von London. Trotz seiner späten Erfolge hinterließ Wallace erhebliche Schulden, doch konnten seine Erben diese durch die Tantiemen seiner Werke innerhalb von zwei Jahren ausgleichen. Seine Frau Violet überlebte ihren Mann um 14 Monate, sie starb im Alter von 37 Jahren im April 1933.
Sein Sohn Bryan Edgar Wallace und seine Tochter Penelope Wallace waren ebenfalls Kriminalschriftsteller. Penelope Wallace heiratete 1955 Frederick George Halcrow und verwaltete ab 1960 das literarische Erbe ihres Vaters. Sie gründete The Edgar Wallace Society, eine internationale Literarische Gesellschaft mit Sitz in London und das Edgar Wallace Mystery Magazine.

## Rezeption

1959 wurde Der Frosch mit der Maske als erster einer erfolgreichen Serie von insgesamt 32 deutschen Kriminalfilmen nach Vorlagen von Edgar Wallace veröffentlicht.

Die 175 Romane von Edgar Wallace wurden in etwa 45 Sprachen übersetzt. Edgar Wallace selbst setzte mehrere seiner Romane als Theaterstück um und seit den 1920er-Jahren wurden zahlreiche seiner Romane in den Vereinigten Staaten und in Großbritannien verfilmt. Die Romane, für die er am bekanntesten wurde, waren Kriminalgeschichten, in denen ohne übernatürliche Umstände ein mysteriöses Verbrechen aufgeklärt und die Verbrecher zur Rechenschaft gezogen wurden. Er nutzte diese „einfache Formel“, auf der er in jedem Band ein neues Muster erarbeitete. Sein Stil hatte Einfachheit, Kraft und Tempo, aber es war die Vielfalt und Originalität seiner Handlungen, die zusammen mit seinem enorm produktiven Schaffen seinen Ruf begründeten.
Nach dem am 4. September 1959 in Deutschland veröffentlichten Spielfilm Der Frosch mit der Maske gab es in den 1960er- und 1970er-Jahren einen regelrechten Boom mit 38 Wallace-Verfilmungen. Viele wurden mit dem Spruch „Hallo, hier spricht Edgar Wallace!“ und den Geräuschen mehrerer Schüsse eingeleitet. Oft stellte Klaus Kinski einen Kriminellen oder einen Verdächtigen dar. Zu weiteren Stammschauspielern gehörten auch Eddi Arent, Joachim Fuchsberger, Siegfried Schürenberg und Heinz Drache. Der Erfolg der deutschen Reihe wird auf die aufwendigen, handwerklich hochstehenden Produktionen zurückgeführt, zusammen mit dem immer auch komischen, extravaganten Spiel mit dem Grusel sowie der erstklassigen Besetzung – Stars des bundesdeutschen Nachkriegskinos, bei denen die Filme für manche Jungschauspieler zugleich das Sprungbrett zur Karriere wurden. Auch in Großbritannien entstanden in dieser Zeit Romanverfilmungen, die in Deutschland kaum bekannt wurden.
Das Archiv des deutschen Kriminalfilms stiftet seit 1999 den Edgar-Wallace-Preis für besondere Verdienste um den Kriminalfilm (nicht zu verwechseln mit dem amerikanischen Edgar für den besten Krimi des Jahres; benannt nicht nach Wallace, sondern nach Edgar Allan Poe).
Eine Gedenktafel am „Ludgate Circus“ nahe der Londoner Fleet Street erinnert an Edgar Wallace mit der Inschrift: „Er lernte Reichtum und Armut kennen – er verkehrte mit Königen und doch blieb er sich selbst treu. Seine Talente widmete er der Literatur, doch sein Herz gehörte der Fleet Street.“

## Bücher und Regie

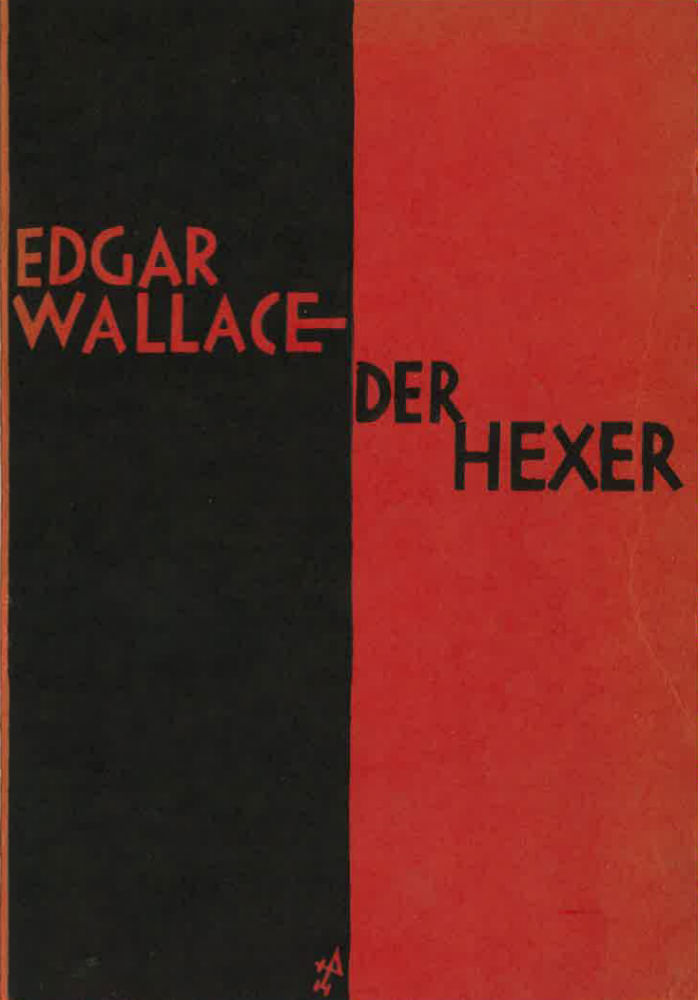
Der Hexer (1927), deutsche Erstausgabe

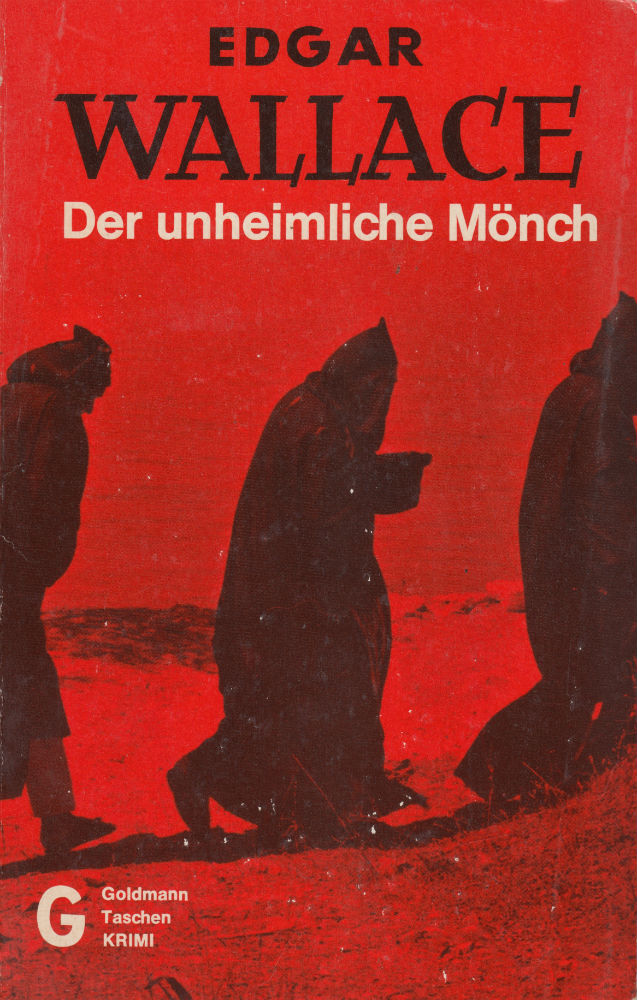
Der unheimliche Mönch (ca. 1960), Ausgabe in der Goldmann-Reihe Rote Krimis

Das Werk von Edgar Wallace umfasste bis zu seinem Tod insgesamt 175 Bücher, 15 Theaterstücke und zahlreiche Artikel und Rezensionsskizzen, die teilweise sehr rasch hintereinander veröffentlicht wurden. Zuletzt arbeitete er an dem Drehbuch zu dem Hollywood-Film King Kong und die weiße Frau, das kurz vor seinem Tod fertiggestellt wurde.

### Kriminalromane
Zwischen 1905 und 1936 wurden 124 Kriminalromane von Wallace veröffentlicht:
- 1905: The Four Just Men (dt. Die vier Gerechten, 1927)
- 1908: The Council of Justice
- 1908: Angel Esquire (dt. Der verteufelte Herr Engel, später: Der Safe mit dem Rätselschloss, 1927)
- 1910: The Nine Bears
- 1913: The Fourth Plague (dt. Die vierte Plage, 1933)
- 1913: Grey Timothy
- 1915: The Man Who Bought London (dt. Kerry kauft London, 1931)
- 1915: The Melody of Death (dt. Die Melodie des Todes, 1932)
- 1916: A Debt Discharged (dt. Die Schuld des Anderen, 1929)
- 1916: The Tomb of T’Sin
- 1917: The Just Men of Cordova (dt. Die drei von Cordova, 1929)
- 1917: The Secret House (dt. Das geheimnisvolle Haus, 1930)
- 1917: The Strange Lapses of Larry Loman (dt. Der Mann mit den zwei Gesichtern, 1990)
- 1918: The Clue of the Twisted Candle (dt. Die gebogene Kerze, 1954)
- 1918: Down Under Donovan (dt. Der Derbysieger, 1932)
- 1919: The Green Rust (dt. Der grüne Brand, 1929)
- 1919: Kate Plus 10 (dt. Käthe und ihre Zehn, 1928)
- 1919: The Man Who Knew (dt. Der Mann, der alles wusste, 1932)
- 1920: The Daffodil Mystery (dt. Das Geheimnis der gelben Narzissen, 1928)
- 1920: Jack O’Judgment (dt. Die Todeskarte, auch als Treffbube ist Trumpf erschienen 1961)
- 1921: The Law of the Four Just Men (auch als Again the Three Just Men erschienen; dt. Das Gesetz der Vier, 1929)
- 1922: The Angel of Terror (dt. Der Engel des Schreckens, 1931)
- 1922: The Crimson Circle (dt. Der rote Kreis, 1931)
- 1922: Mr Justice Maxell (dt. Richter Maxells Verbrechen, 1929)
- 1922: The Valley of Ghosts (dt. A.S. der Unsichtbare, 1929)
- 1923: [The] Captain[s] of Souls (dt. Geheime Mächte, 1927; Die Seele des Anderen, 1929)
- 1923: The Clue of the New Pin (dt. Das Geheimnis der Stecknadel, 1928)
- 1923: The Green Archer (dt. Der grüne Bogenschütze, 1928)
- 1923: The Missing Million, (dt. Die unheimlichen Briefe, 1961)
- 1924: The Dark Eyes of London (dt. Die toten Augen von London, 1929)
- 1924: Double Dan (dt. Der Doppelgänger, 1930)
- 1924: Educated Evans (dt. Der gebildete Evans)
- 1924: The Face in the Night (dt. Das Gesicht im Dunkel, 1932)
- 1924: Room 13 (dt. Zimmer 13, 1929)
- 1924: The Sinister Man (dt. Der Unheimliche, 1928)
- 1924: The Three Oaks Mystery (dt. Bei den drei Eichen, 1930)
- 1925: The Blue Hand (dt. Die blaue Hand, 1928)
- 1925: The Daughters of the Night (dt. Töchter der Nacht, 1933)
- 1925: The Fellowship of the Frog (dt. Der Frosch mit der Maske, 1926, Übersetzung Alma Johanna Koenig)
- 1925: The Gaunt Stranger (dt. Der Hexer) Aus diesem Roman entstand das Theaterstück The Ringer (Der Hexer). Das Stück wurde völlig überarbeitet und erschien wiederum als der neu gestaltete Roman The Ringer. Die deutsche Erstausgabe erschien nach der Neufassung.
- 1925: A King by Night (dt. Der Unhold, 1932)
- 1925: The Mind of Mr. J.G. Reeder (dt. Der sechste Sinn des Mr. Reeder, 1930)
- 1925: The Strange Countess (dt. Die seltsame Gräfin, 1928)
- 1926: The Avenger (dt. Der Rächer, 1927)
- 1926: The Black Abbot (dt. Der schwarze Abt, 1930)
- 1926: The Day of Uniting (dt. Der jüngste Tag, 1933)
- 1926: The Door with Seven Locks (dt. Die Tür mit den sieben Schlössern, 1927)
- 1926: The Joker (dt. Der Joker, 1931)
- 1926: The Man from Morocco (dt. Der Mann von Marokko, 1928)
- 1926: The Million Dollar Story, (dt. Die Millionengeschichte, 1935)
- 1926: More Educated Evans
- 1926: The Northing Tramp (dt. Nach Norden, Strolch!, 1930)
- 1926: Penelope of the Polyantha (dt. Penelope von der „Polyantha“, 1930)
- 1926: The Square Emerald (dt. Der viereckige Smaragd, 1929)
- 1926: The Terrible People, (dt. Die Bande des Schreckens, 1927)
- 1926: We Shall See! (in Geheimagent Nr. 6, 1933)
- 1926: The Three Just Men (dt. Die drei Gerechten, 1927)
- 1926: The Yellow Snake (dt. Die gelbe Schlange, 1928)
- 1927: Big Foot (dt. Großfuß, 1928)
- 1927: The Brigand (dt. Der Brigant, 1931)
- 1927: The Feathered Serpent (dt. Gucumatz, 1928; dt. Die gefiederte Schlange, DDR 1970)
- 1927: Flat 2 (dt. Louba, der Spieler, 1932)
- 1927: The Forger (dt. Der Banknotenfälscher, 1930)
- 1927: Good Evans
- 1927: The Hand of Power (dt. Im Banne des Unheimlichen, 1931)
- 1927: The Man Who Was Nobody (dt. Der Mann, der seinen Namen änderte, 1932)
- 1927: The Mixer (dt. Der Preller, 1931)
- 1927: Number Six (dt. Geheimagent Nr. 6, 1928)
- 1927: The Squeaker (dt. Der Zinker, 1928)
- 1927: Terror Keep (dt. John Flack, 1928)
- 1927: The Traitor’s Gate (dt. Das Verrätertor, 1928)
- 1928: The Double (dt. Das Steckenpferd des alten Derrick, 1931)
- 1928: Elegant Edward
- 1928: The Flying Squad (dt. Überfallkommando, 1930)
- 1928: The Gunner (dt. Hands up!, 1929)
- 1928: The Orator (dt. Der Redner, 1932)
- 1928: The Thief in the Night (dt. Der Dieb in der Nacht, 1928)
- 1928: The Twister (dt. Ein gerissener Kerl, 1934)
- 1929: Again the Ringer (dt. Neues vom Hexer, 1932)
- 1929: Again the Three Just Men = The Law of the Three Just Men (dt. Das silberne Dreieck, 1931)
- 1929: The Big Four, Kriminalkurzroman, in Der unheimliche Mönch
- 1929: The Black, 8 Kriminalerzählungen
- 1929: The Cat-Burglar, 10 Kriminalerzählungen
- 1929: Circumstantial Evidence, 10 Kriminalerzählungen
- 1929: Fighting Snub Reilly, 8 Kriminalerzählungen
- 1929: For Information Received (dt. Das Juwel aus Paris, 1929)
- 1929: Forty-Eight Short Stories, 48 Kriminalerzählungen, Sammlung
- 1929: The Ghost of Down Hill
- 1929: The Golden Hades (dt. Der goldene Hades, 1934)
- 1929: The Green Ribbon 1929 (dt. Turfschwindel, 1953)
- 1929: The India Rubber Men: Inspector John Wade, 1929 (dt. Das Gasthaus an der Themse, 1953)
- 1929: Four Square Jane, 1929, (dt. Die Abenteuerin, 1933)
- 1929: Red Aces (dt. Mr. Reeder weiß Bescheid, 1961)
- 1929: The Terror (dt. Der unheimliche Mönch, 1955)
- 1929: The Man Who Changed His Name (dt. Der Mann mit den zwei Gesichtern, 1963)
- 1929: Sentimental Simpson (Kurzgeschichten; dt. Der sentimentale Mr. Simpson, 1976)
- 1929: The Lone House Mystery
- 1929: Planetoid 127, Kriminalkurzroman, in Das Juwel aus Paris
- 1929: The Queen of Sheba’s Belt, 1929
- 1930: The Hand of Power, 1930
- 1930: Silinski – Master Criminal: Detective T.B. Smith, 1930
- 1930: The Thief in the Night, 1930
- 1930: White Face, 1930 (dt. Der Teufel von Tidal Basin, 1952)
- 1930: The Iron Grip
- 1930: The Clue of the Silver Key, 1930 (auch als The Silver Key erschienen; dt. Der leuchtende Schlüssel, 1953)
- 1930: The Lady of Ascot, 1930 (dt. Die Gräfin von Ascot, 1961)
- 1931 The Ringer Returns (Again the Ringer; dt. Neues vom Hexer, 1953)
- 1931: The Man at The Carlton (dt. Der Mann aus dem Carlton, 1933)
- 1931: The Coat of Arms (auch als The Arranways Mystery erschienen; dt. Feuer im Schloß, 1960)
- 1931: On the Spot: Violence and Murder in Chicago, 1931 (dt. In den Tod geschickt, 1958)
- 1932: When the Gangs Came to London (dt. Gangster in London, 1956)
- 1932: Sergeant Sir Peter, 1932 (auch als Sergeant Dunn, C.I.D. erschienen)
- 1932: The Guv’nor / The Man Who Passed, zwei Mr.-Reeder-Kurzromane
- 1932: The Shadow Man & The Man Who Passed, zwei Kurzromane, so nicht in der englischen Originalausgabe (dt. als Der Mann im Hintergrund, 1935)
- 1933: The Frightened Lady (dt. Das indische Tuch, 1956)
- 1933: The Green Pack (dt. Lotterie des Todes, 1961)
- 1934: The Devil Man, 1931 (dt. Der Teufelsmensch, 1934)
- 1934: Mr J. G. Reeder Returns
- 1934: The Woman From the East
- 1935: The Man Who Changed His Name, (Robert George Curtis) Kriminalroman (nach dem Theaterstück, dt. Der Mann, der seinen Namen änderte)
- 1935: The Mouthpiece (E. W. & Robert George Curtis) Kriminalroman (nach dem Theaterstück)
- 1935: Smoky Cell (Robert George Curtis) Kriminalroman (nach dem Filmskript)
- 1936: Sanctuary Island (Robert George Curtis) Kriminalroman (nach dem Filmskript)
- 1936: The Table (Robert George Curtis) Kriminalroman (nach dem Filmskript)

Die letzten fünf Romane sind Fassungen von Theaterstücken und Filmskripten durch Robert George Curtis, Privatsekretär von Edgar Wallace.

### Afrikaromane
- 1911: Sanders of the River (dt. Sanders vom Strom, 1929)
- 1911: The People of the River (dt. Die Eingeborenen vom Strom, 1929)
- 1913: The River of Stars (dt. Der Diamantenfluß, 1928)
- 1914: Bosambo of the River (dt. Bosambo, 1926)
- 1915: Bones (dt. Bones in Afrika, 1928)
- 1917: The Keepers of the King’s Peace (dt. Hüter des Friedens, 1929)
- 1918: Lieutenant Bones (dt. Lieutenant Bones, 1927)
- 1921: Bones in London (dt. Bones in London, 1928)
- 1922: Sandi the Kingmaker (dt. Sanders der Königsmacher, 1928; Goldmann, München 1982, ISBN 3-442-06441-4)
- 1923: Bones of the River (dt. Bones vom Strom, 1927)
- 1926: Sanders (dt. Sanders, 1951)
- 1928: Again Sanders (dt. Am großen Strom, 1931)

Seit 1927 erschienen deutsche Ausgaben der Afrikaromane sowohl in Einzel- als auch Doppelbänden in der Chronologie der Übersetzung: Goldmann Leipzig 1930 und Goldmann München 1952. Im Jahre 1986 legte der Hesse & Becker im Weiss Verlag, Dreieich, die Romane in Doppelbänden erneut auf, die nicht der chronologischen Herausgabe im Englischen entsprechen, sondern der Chronologie der deutschen Erstausgaben. Demnach ist die Nummerierung der Bände in deutscher Sprache nicht der Chronologie entsprechend, was bei Kurzgeschichten nicht weiter auffällt:
1. Sanders vom Strom / Bosambo aus Monrovia
2. Bones in Afrika / Leutnant Bones
3. Sanders / Bones vom Strom
4. Sanders der Königsmacher / Hüter des Friedens
5. Bones in London / Der Diamantenfluß
6. Die Eingeborenen vom Strom / Am großen Strom

### Allgemeine
- 1898: The Mission that Failed, 23 Gedichte
- 1900: War and Other Poems, 5 Gedichte
- 1900: Writ in Barracks, 34 Gedichte
- 1901: Unofficial Despatches, Kriegsberichte vom Burenkrieg
- 1905: Smithy, Militärsatiren, Kurzgeschichten
- 1909: Captain Tatham of Tatham Island, Roman (dt. Ganz Europa zum Trotz, 1933)
- 1909: Smithy Abroad Militärsatiren, Kurzgeschichten
- 1909: The Duke in the Suburbs, Roman
- 1912: Private Selby, Roman aus dem Burenkrieg
- 1914: The Admirable Carfew, Heitere Erzählungen (dt. Mr. Sorgenfrei, 1931)
- 1915: Smithy and the Hun, 21 Kriegsgeschichten
- 1915: 1925 – The Story of a Fatal Place, fiktiver Roman
- 1918: Tam of the Scouts, Kriegsbuch
- 1918: Those Folk of Bulboro, Gesellschaftsroman
- 1919: The Adventure of Heine, Kriegsgeschichten
- 1919: The Fighting Scouts, 9 Kriegsgeschichten, Fortsetzung von Tam of the Scouts
- 1921: The Book of All Power (dt. Das Buch der Allmacht, 1931)
- 1922: Flying Fifty-five, Turfroman
- 1923: The Books of Bart, Unterhaltungsroman
- 1923: Chick, 12 heitere Erzählungen (dt. Lord wider Willen, 1929)
- 1924: The Secret of the Moat Farm, True-Crime-Story (dt. Das Geheimnis der Moat Farm, 2018; Balladine Publishing, Köln 2018, ISBN 978-3-945035-25-2)
- 1924: The Murder on Yarmouth Sands, True-Crime-Story (dt. Mord am Strand von Yarmouth, 2019; Balladine Publishing, Köln 2019, ISBN 978-3-945035-41-2)
- 1924: Herbert Armstrong – Poisoner, True-Crime-Story (dt. Das 5000-Pfund-Schweigen, 2023; Balladine Publishing, Köln 2023, ISBN 978-3-945035-59-7)
- 1924: The Trial of the  Seddons, True-Crime-Story (dt. Der Fall Seddon, 2025; Balladine Publishing, Köln 2025, ISBN 978-3-945035-65-8)
- 1926: Barbara on Her Own, heiterer Roman (dt. Verdammte Konkurrenz, 1932)
- 1927: This England, 20 Essays
- 1928: The Suburban Lothario, True-Crime-Story (dt. Der Vorstadtcasanova, 2021; Balladine Publishing, Köln 2021, ISBN 978-3-945035-50-4)

### Sachbücher
- 1914: Our Fighting Forces – Famous Scottish Regiments
- 1914: Field Marshal Sir John French
- 1914: Heroes All: Gallant Deeds of the War
- 1914: The Standard History of the War, 4 Bände
- 1915: Kitchener’s Army and the Territorial Forces: The Full Story of a Great Achievement, Kriegsbericht
- 1915: Vol. 2–4 War of the Nations, Hist. Sachbuch
- 1916: Vol. 5–7 War of the Nations, Hist. Sachbuch
- 1917: Vol. 8–9 War of the Nations, Hist. Sachbuch
- 1918: Tam of the Scouts, Kriegsbuch
- 1926: People (dt. Menschen, 1928), Autobiographie

### Bühnenstücke
- 1925: The Ringer (dt. Der Hexer, 1927)
- 1927: The Terror
- 1930: The Calendar (dt. Platz und Sieg, 1932)

### Regie
- 1929: Red Aces
- 1930: The Squeaker

### Drehbuch
- 1932: King Kong und die weiße Frau, Mitarbeit an der ersten Fassung

## Belege
1. 1 2 3  „Die Wurzeln“ aus Margaret Lane: Edgar Wallace – Das Leben eines Phänomens. London 1938; deutsche Übersetzung von Wilm Wolfgang Elwenspoek, Krüger, Hamburg 1966; Auszüge in: Edgar Wallace Almanach. Wilhelm Goldmann Verlag, München 1982; S. 23–30. ISBN 3-442-00083-1.
2. 1 2  „Die Wurzeln“ aus Margaret Lane: Edgar Wallace – Das Leben eines Phänomens. London 1938; deutsche Übersetzung von Wilm Wolfgang Elwenspoek, Krüger, Hamburg 1966; Auszüge in: Edgar Wallace Almanach. Wilhelm Goldmann Verlag, München 1982; S. 30–47. ISBN 3-442-00083-1.
3. 1 2 3 4 5 6 7 8 9 10 11 12 13 14 15 16 17 18  David Glover:  Wallace, (Richard Horatio) Edgar (1875–1932), writer. In: Oxford Dictionary of National Biography, Oxford University Press 2004, online 2011, abgerufen am 27. Mai 2021 Volltext, Zugang erforderlich
4. 1 2  „Dick geht zur Arbei“ aus Margaret Lane: Edgar Wallace – Das Leben eines Phänomens. London 1938; deutsche Übersetzung von Wilm Wolfgang Elwenspoek, Krüger, Hamburg 1966; Auszüge in: Edgar Wallace Almanach. Wilhelm Goldmann Verlag, München 1982; S. 48–59. ISBN 3-442-00083-1.
5. 1 2 3 4 5 6  Frank Dilnot:  Wallace, (Richard Horatio) Edgar (1875–1932), writer. In: Oxford Dictionary of National Biography Archive, online, Prin 1949; abgerufen am 27. Mai 2021. doi:10.1093/odnb/9780192683120.013.36703
6. ↑  siehe Text auf dem abgebildeten Titel
7. ↑  Marc von Lüpke, Der Spiegel: Edgar Wallace: Krimi-Autor aus Geldnot – Der Spiegel – Geschichte. Abgerufen am 22. Januar 2020.
8. ↑  Vorblatt zu den Jubiläumsausgaben 30 Jahre „Rote Krimi“ des Goldmann Verlags, 1982.
9. ↑  knerger.de: Das Grab von Edgar Wallace.
10. ↑  Matthias Dell: Edgar-Wallace-Spezial: Pulp Fiction aus Deutschland. Deutschlandfunk Kultur, 30. August 2019; abgerufen am 31. Mai 2021.
11. 1 2  Edgar Wallace, Eintrag in der Encyclopædia Britannica; abgerufen am 28. Mai 2021.

| Personendaten    | Personendaten                                       |
| ---------------- | --------------------------------------------------- |
| NAME             | Wallace, Edgar                                      |
| ALTERNATIVNAMEN  | Wallace, Richard Horatio Edgar (vollständiger Name) |
| KURZBESCHREIBUNG | englischer Krimi-Schriftsteller                     |
| GEBURTSDATUM     | 1. April 1875                                       |
| GEBURTSORT       | Greenwich bei London                                |
| STERBEDATUM      | 10. Februar 1932                                    |
| STERBEORT        | Hollywood, Kalifornien                              |